# George Gilder
Pour les articles homonymes, voir Gilder.
George Franklin Gilder (né le 29 novembre 1939) est un homme d'affaires, investisseur, auteur de plusieurs livres sur l'économie, et cofondateur du Discovery Institute américain. Son livre de 1981, Richesse et pauvreté, défend l'économie de l'offre et le capitalisme durant les premiers mois de l'administration Reagan. Il dirige en tant que président son propre fond financier : le George Gilder Fund Management, LLC. Il s'inscrit dans une vision libérale de l'économie, influencée par la théorie de l'information et hostile à l'intervention étatique dans la régulation monétaire. Il prend des positions machistes, et soutient les mouvements anti-évolutionnistes (selon lui l'évolution n'existe pas).

## Jeunesse et éducation
George Gilder a grandi dans l'État de New York et dans le Massachusetts. Son père, Richard Watson Gilder II a été tué alors qu'il était pilote dans l'armée de l'air des États-Unis lors de la Seconde Guerre mondiale, quand Gilder avait deux ans. Gilder est l'arrière-petit-fils du designer Louis Comfort Tiffany,.
Il passe presque toute son enfance auprès de sa mère, Anne Spring Denny (Alsop), et de son beau-père, Gilder Palmer, dans une ferme laitière de Tyringham, dans le Massachusetts. Palmer, qui était colocataire de son père quand ils étaient à l'université, participe activement à son éducation.
Gilder fréquente la Hamilton School à New York, puis la Phillips Exeter Academy et l'université Harvard, où il obtient son diplôme en 1962.
Il retourne à Harvard, mais cette fois comme membre du Harvard Institute of Politics. Il est embauché par la Ripon Society comme rédacteur en chef du Ripon Forum, un journal de la droite libérale (le plus ancien journal d'opinion républicain des États-Unis, publié par la Ripon Society, un groupe de pression républicain, réputé modéré, actuellement basé à Washington D.C, mais créé le 12 décembre 1962 à Cambridge (dans le Massachusetts), par un groupe de jeunes intellectuels républicains, dont Emil Frankel et John S. Saloma III, inspirés par le Bow Group britannique. Son nom fait référence à Ripon, ville considérée comme le berceau historique du Parti républicain des États-Unis. Ce journal produit des numéros thématiques sur la politique intérieure, la sécurité nationale, l'économie, et les relations internationales.
Gilder s'installe ensuite à La Nouvelle-Orléans où, au début des années 1970, il part chaque matin accompagner Ben C. Toledano (1932–2021) dans ses efforts électoraux ; sans succès puisque cet avocat et figure locale du conservatisme sudiste, candidat républicain au Sénat des États-Unis en 1972, puis candidat du parti à la mairie de La Nouvelle-Orléans en 1970 sera toujours battu lors des élections. Toledano, d'abord affilié au Parti démocrate, avait basculé vers le Parti républicain, puis basculera vers le States' Rights Party (aussi connu sous le nom de parti Dixiecrat, une formation politique américaine fondée en 1948 par des démocrates sudistes opposés aux avancées fédérales en matière de droits civiques, avec comme premier objectif de défendre la souveraineté des États face à ce qu'ils percevaient comme une ingérence du gouvernement fédéral, notamment après que le président Harry S. Truman ait soutenu une législation en faveur de l'égalité raciale.

## Corps des Marines
Gilder sert dans le Corps des Marines des États-Unis.

## Carrière

### Rédacteur de discours
Dans les années 1960, Gilder rédige les discours de plusieurs personnalités et candidats, dont Nelson Rockefeller, George W. Romney et Richard Nixon. Il est nommé porte-parole du sénateur républicain (de la droite libérale) Charles Mathias. À cette époque il est effrayé par des manifestants pacifistes qui « encerclaient » la capitale ; l'année suivante, il s'installa à Harvard Square et devint écrivain, s'inspirant de Joan Didion.
Avec l'un de ses anciens colocataire d'université, Bruce Chapman, il écrit dans Le Parti qui a perdu la tête (1966) une attaque contre les politiques anti-intellectuelles de Barry Goldwater, membre du Parti républicain, sénateur fédéral pour l'Arizona et candidat à l'élection présidentielle américaine de 1964. Mais plus tard, il se rétracte et encense l'aile droite du parti républicain : « L'extrême droite ». — les mêmes hommes que j'ai considérés comme des extrémistes dans ma jeunesse — s'est avéré en savoir bien plus que moi. Au moins, les « extrémistes de droite », comme je les appelais avec assurance, avaient raison sur presque tous les grands enjeux politiques, de la protection sociale à la guerre du Vietnam, en passant par l'économie keynésienne et la défense. — alors que moi, dans ma sophistication néo-conservatrice, j'avais presque toujours tort.

### Défenseur d'une économie de l'offre
L'économie de l'offre a été formulée au milieu des années 1970 par Jude Wanniski et Robert L. Bartley du Wall Street Journal comme contrepoids à l'économie keynésienne dominante, axée sur la demande.
Au cœur de ce concept se trouvait la courbe de Laffer, hypothèse selon laquelle des taux d'imposition élevés réduisent les recettes publiques.
Gilder a écrit un livre étendant les idées de son Visible Man (1978) au domaine de l'économie, pour équilibrer sa théorie de la pauvreté avec une théorie de la richesse. Son livre, Wealth and Poverty (1981) a promu aux États-Unis et dans le monde le principe d'une économie basée sur l'offre et non sur la demande, vers un large public.
Gilder a proactivement promu cette forme d'économie libérale de droite, notamment quand il a présidé la table ronde économique du Lehrman Institute (un think tank de droite fondé par Lewis E. Lehrman, spécialisé dans l'histoire, l'économie et les politiques publiques, nourri de la pensée conservatrice et de l'héritage d'Abraham Lincoln ; cette organisation était principalement centrée sur la politique monétaire, l'étalon-or et les débats économiques classiques). il a continué à soutenir et nourrir les idées de la droite américaine en tant que directeur de programme du Manhattan Institute, et contributeur fréquent aux rapports économiques de Laffer et à la page éditoriale du Wall Street Journal.
Gilder en 2016 publie The scandal of money: Why wall street recovers but the economy never does, un essai économique qui critique sévèrement le système monétaire américain qui est selon lui à l'origine d'une dissonance, ou dissociation croissante, entre la performance financière de Wall Street et la stagnation de l'économie réelle. Il dénonce une création monétaire arbitrée par les banques centrales et notamment par la Réserve fédérale, ce qui selon lui crée une instabilité qui profite aux spéculateurs et aux élites financières tout en nuisant à l'innovation et à la productivité. Il affirme que l'argent devrait être une mesure stable du temps et de la valeur (le temps, c'est de l'argent), ce qui selon lui n'est plus le cas depuis l'abandon de l'étalon-or. Il dénonce la corruption de la Réserve fédérale, des courtiers en pouvoir de Washington et des mégabanques de Wall Street « trop grandes pour faire faillite », expliquant comment, selon lui, une petite cabale d'élites a manipulé les devises et les crises ce qui a, selon lui, étouffé la croissance économique et écrasé la classe moyenne. Il appelle à un retour à des principes naturels et immuables comme ceux représentés par l'or, mais accepte aussi une alternative technologique telles que le Bitcoin basé sur la blockchain. Dans un livre intitulé Life after Google (janvier 2022) tout comme Peter Thiel (créateur de PayPal et de Palantir Technologies, il annonce que Google va s'effondrer face à une économie basée sur la blockchain, clé d'un avenir qui résidera selon lui dans le « cryptocosme », la nouvelle architecture de la blockchain et de ses dérivés protégée par ses processus de chiffrement.

### NTIC et émergence de l'Internet
Dans les années 1990, il devient un fervent défenseur des technologies et d'Internet, dont il a analysé les tendances émergentes dans plusieurs ouvrages, et dans une newsletter personnelle (Gilder Technology Report).
En 1990, dans Life After Television (1990), il prédit des « téléordinateurs » à puces connectées par fibre optique, qui rendront la télévision obsolète, une prédiction qui tend à se confirmer dans les années 2000 puis avec le streaming. Ce livre a été publié par la société Federal Express et il a la particularité de consacrer une page entière de publicité à cette société toutes les cinq pages.
En 1991, alors que le premier appel GSM non-expérimental est passé le 1er juillet 1991 en Finlande, alors que les téléphones satellites sont encore rares, lourds et réservés aux militaires et à quelques professionnels, alors qu'en France, France Télécom lance son Bi-Bop (premier téléphone sans fil urbain, pesant 180 grammes) ; dans la revue Harvard Business Review, George Gilder fait partie de ceux qui prédisent l'explosion et la démocratisation du numérique, avec l'arrivée proche d'un téléphone encore plus léger, aussi mobile qu'une montre et aussi personnel qu'un portefeuille. Martin Cooper, ingénieur chez Motorola, qui a passé le premier appel mobile en 1973 à New York, l'a fait avec un appareil pesant près d'un kilogramme.
Le mot Digerati sur Usenet apparaît en 1992 dans le New York Times en faisant référence à un article de Gilder paru dans le magazine Upside. Ce mot-valise formé à partir de digital et literati, désignera alors alors les gens qui sont à la pointe de la culture techno-numérique, qu'ils soient penseurs, écrivains et/ou influenceurs du numérique ; ce sont souvent des figures emblématiques de la Silicon Valley et des débuts de l'Internet, souvent à l'origine de visions avant-gardistes de ce que sera l'impact du digital sur la société, la culture et l'économie.
Gilder a écrit les livres Microcosm, consacré à Carver Mead et à la révolution des micropuces CMOS ; Telecosm, consacré aux promesses de la fibre optique ; et The Silicon Eye, consacré au capteur Foveon X3, une puce d'imagerie pour appareil photo numérique (la couverture de ce livre indique : « Comment une entreprise de la Silicon Valley vise à rendre obsolètes tous les ordinateurs, appareils photo et téléphones portables actuels », mais le capteur Foveon n'a pas jamais cet objectif et n'a pas été utilisé dans les téléphones portables.
Gilder est aussi investisseur dans des sociétés privées, et il est devenu président du conseil consultatif d'ASOCS, une société basée en Israël, qu'il a découverte lors de ses recherches pour Israel Test.

## Opinions sociopolitiques
Bien qu'il ne revendique pas explicitement cette étiquette et qu'il s'est prononcé pour l'immigration, il est souvent associé aux cercles qui promeuvent le libertarianisme de droite ; il participe régulièrement à des événements tels que le FreedomFest (conférence annuelle libertarienne qui se tient à Las Vegas) et ses idées — notamment sur la monnaie, la liberté économique, et la critique de l'intervention étatique reprennent celles de la pensée libertarienne américaine.

### Sur les femmes et le féminisme
Au début des années 1970, Gilder, dans un article publié dans le Ripon Forum a défendu le veto du président Richard Nixon à un projet de loi sur les garderies (parrainé par les sénateurs Walter Mondale, démocrate du Minnesota ; et Jacob Javits, républicain de New York). Il fut alors licencié de son poste de rédacteur en chef. Pour se défendre, il est apparu dans l'émission Firing Line et dans le Dick Cavett Show le 30 novembre 1973. Au cours de l'interview, des femmes du public interrompirent l'émission en criant vers la scène, exigeant finalement de Cavett qu'elles soient autorisées à lire une déclaration qu'elles avaient préparée, s'opposant aux vues de Gilder. L'acteur Robert Shaw déclara que, bien qu'il approuvât certaines généralisations de Gilder sur les femmes, il serait bénéfique qu'il « apprenne à écrire une phrase ».
Il écrit aussi Sexual Suicide (1973), révisé et réédité sous le titre Men and Marriage (1986), un livre qui a connu un succès de scandale et qui lui vaudra de se voir décerné de la part du Time le titre de « Sale machiste de l'année ».

### Soutien à l'immigration
Contrairement à d'autres libéraux Gilder a salué l'immigration de masse comme un atout économique, tant aux États-Unis qu'en Israël. Bien que son soutien à cette l'immigration soit motivé par le besoin de programmeurs informatiques dans des pôles de haute technologie comme la Silicon Valley, il considère la récente politique d'immigration américaine comme essentielle à la prospérité globale du pays.

### The American Spectator
Gilder ayant fait fortune, achète le magazine politique mensuel conservateur The American Spectator à son fondateur, Emmett Tyrrell, à l'été 2000, et il en change la politique éditoriale, la déplacant de la politique vers la technologie.
Confronté à ses propres problèmes financiers en 2002, Gilder revend le journal Spectator à son ancien propriétaire, Tyrrell.

### Conférences et contributions éditoriales
Gilder donne des conférences internationales sur l'économie, la technologie, l'éducation et la théorie sociale. Il s'est exprimé devant des auditoires allant de Washington D.C. au Vatican, et est intervenu lors de conférences, d'événements de politique publique et dans les médias.

## Richesse et pauvreté
Après avoir terminé Visible Man à la fin des années 1970, Gilder commence à écrire The Pursuit of Poverty (« À la poursuite de la pauvreté »), qui se veut être une analyse des racines de la croissance. Gilder y approfondi l'analyse sociologique et anthropologique de ses premiers ouvrages, où il prônait la socialisation des hommes au service des femmes par le travail et le mariage. Il a désormais intégré ces thèmes sociologiques aux prescriptions de politique économique de l'économie de l'offre. À ses yeux, c'est l'éclatement de la famille nucléaire, et les politiques de l'économie de la demande qui ont conduit à la pauvreté, tandis que les politiques familiales et de l'offre ont conduiraient à la richesse. Début 1981, Basic Books le publie sous le titre Richesse et pauvreté.
Dans sa critique, un mois après l'investiture de l'administration Reagan, un critique du New York Times qualifie ce livre de « Guide du capitalisme (...) un credo du capitalisme digne des gens intelligents » ; le livre est alors un best-seller dans la liste du New York Times, il s'est vendu à plus d'un million d'exemplaires.
En analysant les problèmes du passé récent — l'inflation, la récession et les problèmes urbains des années 1970 — et en proposant ses solutions axées sur l'offre, Gilder y défend l'idée que le capitalisme de l'offre est supérieur, en termes de pratique et de morale, à toutes les autres solutions. Il affirme que « Le capitalisme commence par le don », alors que le libéralisme du New Deal créait un aléa moral. C'est le travail, la famille et la foi et un capitalisme basé sur l'offre qui, selon lui, ont créé la richesse à partir de la pauvreté.

## Idées et prises de positions religieuses
En 1991, Gilder cofonde le Discovery Institute avec Bruce Chapman.
L'organisation débute comme un groupe modéré visant à privatiser et à moderniser les systèmes de transport de Seattle, mais évolue pour devenir le principal think-tank du mouvement du design intelligent, Gilder a écrit dans ce cadre de nombreux articles en faveur de la conception intelligente et contre la théorie darwinienne de l'évolution.
En 1994, Gilder écrit que les pauvres en Amérique sont « ruinés par le débordement de la prospérité américaine » et la « décadence morale », et qu'ils ont besoin de « l'enseignement chrétien des églises ».

## Ouvrages
- Le Parti qui a perdu la tête, Alfred A. Knopf, 1re édition (1966). Avec Bruce Chapman.
- Suicide sexuel (1973).
- Nomades nus : Hommes célibataires en Amérique (1974).
- L'Homme visible : Une histoire vraie de l'Amérique post-raciste (1978).
- Richesse et pauvreté (1981).
- Les hommes et le mariage (1986).
- L'Esprit d'entreprise (1986).
- Microcosme : La révolution quantique en économie et en technologie (1989).
- La vie après la télévision (1990).
- Retrouver l'esprit d'entreprise (1992).
- Le sens du microcosme (1997).
- Télécosme : Le monde après l'abondance de la bande passante (2000).
- The Silicon Eye : Comment une entreprise de la Silicon Valley vise à rendre tous les ordinateurs, appareils photo et téléphones portables actuels obsolètes (2005).
- L'œil de silicium : les bretteurs de micropuces et l'avenir de l'innovation de haute technologie (2006).
- Le test d'Israël (2009).
- Richesse et pauvreté : une nouvelle édition pour le XXIe siècle (2012).
- Connaissance et pouvoir : la théorie de l'information du capitalisme et comment elle révolutionne notre monde (2013).
- Le Scandale de l'argent (2016).
- La vie après Google : la chute du Big Data et l'essor de l'économie blockchain (2018)[21].
- IA de jeu : pourquoi l'IA ne peut pas penser, mais peut transformer les emplois (2020).
- La vie après le capitalisme : le sens de la richesse, l'avenir de l'économie et la théorie temporelle de l'argent (2023).